# Гельдыева, Мехри
Мехри Гельдыева (туркм. Mähri Geldiýewa, ур. Овезова; род. 4 апреля 1973) — советская и туркменская шахматистка, гроссмейстер среди женщин (1998). Стала первой и пока единственной шахматисткой Туркмении, которая носит звание гроссмейстера.

## Биография
В 1993 году в Кожикоде завоевала бронзовую медаль на чемпионате мира по шахматам среди девушек в возрастной группе U20. В 1998 году в Куала-Лумпуре завоевала бронзовую медаль на чемпионате Азии по шахматам среди женщин. В 1999 году поделила второе место на международном турнире по шахматам среди женщин в Сари, а также победила на чемпионате Туркмении по шахматам среди женщин.
Представляла сборную Туркмении на крупнейших командных турнирах по шахматам:
- в шахматных олимпиадах участвовала семь раз (1994—2002, 2006, 2010). В индивидуальном зачете завоевала две золотые (1996, 1998) медали;
- в шахматном турнире Азиатских игр участвовала в 2010 году[3];
- в командных чемпионатах СССР по шахматам участвовала два раза (1986—1991)[4].